# Helicopsyche pellmyri
Helicopsyche pellmyri är en nattsländeart som beskrevs av Kjell Arne Johanson 1999. Helicopsyche pellmyri ingår i släktet Helicopsyche och familjen Helicopsychidae. Inga underarter finns listade i Catalogue of Life.